# Diócesis de Ambositra
La diócesis de Ambositra (en latín: Dioecesis Ambositren(sis) y en francés: Diocèse d'Ambositra) es una circunscripción eclesiástica latina de la Iglesia católica en Madagascar, sufragánea de la arquidiócesis de Fianarantsoa. La diócesis tiene al obispo Fidelis Rakotonarivo, S.I. como su ordinario desde el 24 de junio de 2005.

## Territorio y organización
La diócesis tiene 24 000 km² y extiende su jurisdicción sobre los fieles católicos de rito latino residentes en parte de la región de Amoron'i Mania.
La sede de la diócesis se encuentra en la ciudad de Ambositra, en donde se halla la Catedral del Corazón Inmaculado de María.
En 2018 en la diócesis existían 24 parroquias.

## Historia

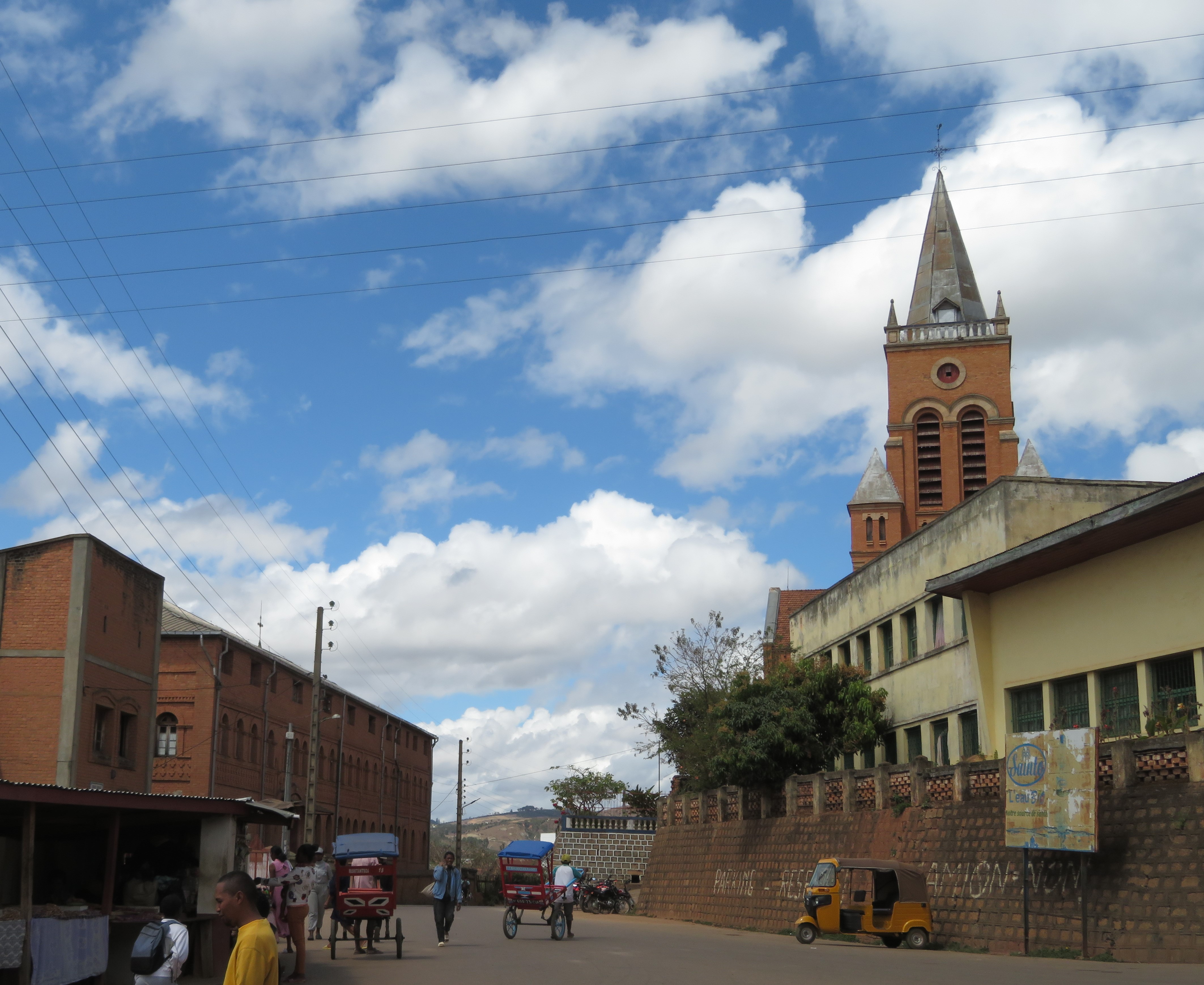
Catedral en Ambositra

La diócesis fue erigida el 3 de junio de 1999 con la bula Cum ad aeternam del papa Juan Pablo II, obteniendo el territorio de la arquidiócesis de Fianarantsoa.

## Estadísticas
De acuerdo al Anuario Pontificio 2019 la diócesis tenía a fines de 2018 un total de 493 994 fieles bautizados.
| Año                                                                             | Población            | Población | Población      | Sacerdotes | Sacerdotes    | Sacerdotes    | Bautizados por sacerdote | Diáconos permanentes | Religiosos | Religiosos | Parroquias |
| Año                                                                             | Bautizados católicos | Total     | % de católicos | Total      | Clero secular | Clero regular | Bautizados por sacerdote | Diáconos permanentes | Varones    | Mujeres    | Parroquias |
| ------------------------------------------------------------------------------- | -------------------- | --------- | -------------- | ---------- | ------------- | ------------- | ------------------------ | -------------------- | ---------- | ---------- | ---------- |
| 1999                                                                            | 262 233              | 540 000   | 48.6           | 75         | 27            | 48            | 3496                     |                      | 48         | 147        |            |
| 2000                                                                            | 317 000              | 631 000   | 50.2           | 35         | 21            | 14            | 9057                     |                      | 28         | 72         | 17         |
| 2001                                                                            | 320 973              | 654 484   | 49.0           | 37         | 20            | 17            | 8674                     |                      | 32         | 74         | 19         |
| 2002                                                                            | 327 275              | 703 662   | 46.5           | 47         | 31            | 16            | 6963                     |                      | 27         | 87         | 18         |
| 2003                                                                            | 328 122              | 704 000   | 46.6           | 47         | 30            | 17            | 6981                     |                      | 32         | 162        | 18         |
| 2004                                                                            | 334 828              | 696 000   | 48.1           | 57         | 27            | 30            | 5874                     |                      | 42         | 104        | 18         |
| 2006                                                                            | 348 000              | 748 000   | 46.5           | 59         | 42            | 17            | 5898                     |                      | 30         | 118        | 19         |
| 2012                                                                            | 397 438              | 798 549   | 49.8           | 52         | 40            | 12            | 7643                     |                      | 35         | 164        | 20         |
| 2015                                                                            | 405 282              | 815 864   | 49.7           | 53         | 43            | 10            | 7646                     |                      | 35         | 166        | 21         |
| 2018                                                                            | 493 994              | 872 024   | 56.6           | 66         | 55            | 11            | 7484                     |                      | 37         | 177        | 24         |
| Fuente: Catholic-Hierarchy, que a su vez toma los datos del Anuario Pontificio. |                      |           |                |            |               |               |                          |                      |            |            |            |

## Episcopologio
- Fulgence Rabemahafaly (3 de junio de 1999-1 de octubre de 2002 nombrado arzobispo de Fianarantsoa)
  - Sede vacante (2002-2005)
- Fidelis Rakotonarivo, S.I., desde el 24 de junio de 2005